# Monte Carlo Open 1997 - Qualificazioni doppio
Le qualificazioni del doppio  del Monte Carlo Open 1997 sono state un torneo di tennis preliminare per accedere alla fase finale della manifestazione. I vincitori dell'ultimo turno sono entrati di diritto nel tabellone principale. In caso di ritiro di uno o più giocatori aventi diritto a questi sono subentrati i lucky loser, ossia i giocatori che hanno perso nell'ultimo turno ma che avevano una classifica più alta rispetto agli altri partecipanti che avevano comunque perso nel turno finale.
Le qualificazioni del doppio del torneo Monte Carlo Open 1997 prevedevano 8 coppie partecipanti di cui 2 sono entrate nel tabellone principale.

## Teste di serie
1. Brent Haygarth /  Maks Mirny (Qualificati)
2. Clinton Ferreira /  Aleksandar Kitinov (primo turno)

1. Gustavo Kuerten /  Nicolás Lapentti (Qualificati)
2. Nebojša Đorđević /  Sláva Doseděl (primo turno)

## Qualificati
1. Brent Haygarth  /   Maks Mirny

1. Gustavo Kuerten  /   Nicolás Lapentti

## Tabellone

### Legenda
| - Q = Qualificato - WC = Wild card - LL = Lucky loser | - ALT = Alternate - SE = Special Exempt - PR = Protected Ranking | - w/o = Walkover - r = Ritirato - d = Squalificato |

### Sezione 1
|  | Primo turno | Primo turno                             | Primo turno                    | Primo turno | Primo turno |  |  | Ultimo turno | Ultimo turno                  | Ultimo turno                  | Ultimo turno | Ultimo turno |  |
|  |             |                                         |                                |             |             |  |  |              |                               |                               |              |              |  |
|  | 1           | Brent Haygarth Maks Mirny               | 2                              | 6           | 6           |  |  |              |                               |                               |              |              |  |
|  |             | Emilio Benfele Álvarez Sebastien Graeff | 6                              | 3           | 1           |  |  | 1            | Brent Haygarth Maks Mirny     | Brent Haygarth Maks Mirny     | 6            | 6            |  |
|  |             | Thomas Enqvist Magnus Larsson           | Thomas Enqvist Magnus Larsson  | 6           | 6           |  |  |              | Thomas Enqvist Magnus Larsson | Thomas Enqvist Magnus Larsson | 3            | 3            |  |
|  | 4           | Nebojša Đorđević Sláva Doseděl          | Nebojša Đorđević Sláva Doseděl | 3           | 1           |  |  |              |                               |                               |              |              |  |

### Sezione 2
|  | Primo turno | Primo turno                         | Primo turno                         | Primo turno | Primo turno |  |  | Ultimo turno | Ultimo turno                     | Ultimo turno | Ultimo turno | Ultimo turno |  |
|  |             |                                     |                                     |             |             |  |  |              |                                  |              |              |              |  |
|  |             | Wayne Ferreira Marcelo Ríos         | Wayne Ferreira Marcelo Ríos         | 7           | 6           |  |  |              |                                  |              |              |              |  |
|  | 2           | Clinton Ferreira Aleksandar Kitinov | Clinton Ferreira Aleksandar Kitinov | 5           | 2           |  |  |              | Wayne Ferreira Marcelo Ríos      | 6            | 6            | 2            |  |
|  | 3           | Gustavo Kuerten Nicolás Lapentti    | Gustavo Kuerten Nicolás Lapentti    | 7           | 6           |  |  | 3            | Gustavo Kuerten Nicolás Lapentti | 3            | 7            | 6            |  |
|  |             | Patrick Baur Jens Knippschild       | Patrick Baur Jens Knippschild       | 6           | 2           |  |  |              |                                  |              |              |              |  |